# 松岡陽子
松岡陽子（英語：Yoky Matsuoka，日语：／ Matsuoka Yōko，約1972年—）是一名日裔美國計算機科學家和企業家，Yohana（松下電器的獨立子公司）的執行長兼創辦人。她曾擔任Google Nest技術長、Google X聯合創辦人，也曾擔任Twitter技術與分析副總裁、蘋果技術主管和Nest技術副總裁。
此前，她曾任卡內基美隆大學計算機科學助理教授、華盛頓大學電腦科學副教授、華盛頓大學神經機器人實驗室主任、感測運動神經工程中心 （页面存档备份，存于）主任。她是2007年麥克阿瑟獎得主。在華盛頓大學，她的研究將神經科學與機器人技術相結合——松岡有時稱之為神經機器人技術（neurobotics），以創造出更逼真的義肢。

## 早年生活和教育
松岡出生於日本，16歲時移居加州。年輕時，她是一名半職業網球運動員，曾在日本排名第21位，但最終因傷退賽（她第三次摔斷腳踝）；她對機器人技術的興趣始於機器人網球運動員的想法，但後來她認為這個想法並不現實。
她於1993年獲得加利福尼亞大學柏克萊分校學士學位，並於1995年和1998年分別獲得麻省理工學院電子工程和電腦科學碩士學位和博士學位。

## 職業生涯
在學術界之外，松岡曾於1995年和1996年擔任巴雷特技術公司的首席工程師，負責開發BarrettHand的微程式。2001年至2006年，松岡擔任卡內基美隆大學助理教授。在此期間，她擔任安娜·盧米斯·麥克坎德斯教席（2004年開始），獲得美國青年科學家與工程師總統獎（2004年）和IEEE機器人與自動化早期職業生涯獎（2005年），並被提名為麥克阿瑟獎（2006年）候選人，最終獲獎並加入2007年的候選人行列。她在華盛頓大學繼續她的職業生涯，擔任副教授，目前正在為蘋果開發與健康相關的產品。

## 研究工作
華盛頓工程學院院長馬修·奧唐納（Matthew O'Donnell）稱她為「集機械工程師、神經科學家、生物工程師、機器人專家和計算機科學家於一身……[具有]……將所有這些學科結合起來就能看到什麼的能力。」。麥克阿瑟基金會認為她的工作「改變我們對中樞神經系統如何協調肌肉骨骼運動以及機器人技術如何增強操縱障礙者行動能力的理解。」

## 產業
2011年，她加入Google X，成為其三名創始成員之一。她幫助巴巴克·帕爾維茲（Babak Parviz，Google眼鏡團隊的負責人）入職，並開發Google X在醫療領域的產品組合。隨後，她加入Nset擔任技術副總裁，負責機器學習和使用者體驗。她領導開發了Nest恆溫器的自適應組件，該組件至今仍是產品的關鍵組成部分。目前，她是為家庭提供學習功能的「Brain of Things」的顧問。2015年，她前往蘋果公司工作，直至2016年12月，負責蘋果HealthKit追蹤軟體、管理病人醫療照護的CareKit工具以及ResearchKit框架。在Nest被Google收購之前，她一直擔任該公司的技術長。目前，她是Yo Labs的創始人兼執行長。

## 個人生活
松岡的丈夫是一名計算機視覺專家，有四個孩子。

## 外部連結
- Official page at the University of Washington
- Microsoft Research, Understanding Human Movements to Enhance HCI Environments, Research Channel, September 29, 2005, 1:18:20 video about Matsuoka
- Neurobotics Laboratory, archived site of her Neurobiotics Laboratory at CMU.
- UW Neurobotics Laboratory, archived site for UW Neurobotics Laboratory
- Neuralengineering Center, nascent Pacific Northwest research collaboration center
- Yoky Matsuoka （页面存档备份，存于） on the site of the MacArthur Foundation.